# Худякова, Лариса Петровна
Лариса Петровна Худякова (2 сентября 1946 года, пос. Чуюнчинская МТС, Искандаровский сельсовет, Давлекановский район, Башкирская АССР) — советский, российский учёный-физикохимик. Доктор технических наук (2008). Профессор (2010). Заслуженный деятель науки Республики Башкортостан (2010).

## Биография
Родилась 2 сентября 1946 года в посёлке Чуюнчинской МТС Искандаровского сельсовета
В 1968 году окончила Башкирский государственный университет.
С 1968 года по 1975 год работала в Уфимском нефтяном институте старшим лаборантом НИСа (1968), младшим научным сотрудником кафедр: общей и аналитической химии (1968—1972), эксплуатации нефтяных месторождений (1972—1974) технологии нефти и газа (1974—1975).
С 1975 года работает в ВНИИСПТнефть (с 1992 года — «Институт проблем транспорта энергоресурсов»): в 1975—1982 годах — старший инженер, 1982—2002 годах — старший научный сотрудник.
С 2002 года — начальник химической испытательной лаборатории, одновременно с 2010 года — заместитель генерального директора по научной работе ИПТЭР (Института проблем транспорта энергоресурсов).
2008 год- защитила диссертацию на соискание научной степени доктора технических наук.
В 2007—2016 годах — директор Центра гидравлики трубопроводного транспорта АН РБ.

## Научная деятельность
Научная деятельность посвящена исследованиям влияния агрессивных сред на безопасность эксплуатации нефтегазопромыслового оборудования и трубопроводов. Худяковой были разработаны регламенты, приборное и программное обеспечение системы мониторинга коррозии трубопроводов, методы оценки остаточного ресурса оборудования, защиты металла от коррозии и др. Разработки внедрены на предприятиях Российской Федерации, Республики Башкортостан, Вьетнама.
Автор более 150 научных работ.

## Награды
- Заслуженный деятель науки Республики Башкортостан (2010).
- Лауреат Государственной премии Республики Башкортостан в области науки и техники (2005).
- Лауреат премии имени И. М. Губкина (2009).

## Научные труды
- Оценка безопасного срока эксплуатации конструктивных элементов трубопроводов. Уфа, 2005 (соавт.);
- Торможение развития повреждений в трубопроводах накладными элементами. Уфа, 2005 (соавт.);
- Торможение развития разрушений элементов нефтепроводов испытаниями. Уфа, 2005 (соавт.).